# برادر علی
علی داگلاس نیومن (به انگلیسی: Ali Douglas Newman) با نام هنری "برادر علی (Brother Ali)" یک خواننده و کنشگر آمریکایی است. وی مبتلا به بیماری آلبینیسم است.